# 菲律賓政府
菲律賓政府（英語：Government of the Philippines），又稱菲律賓國家政府（Philippine National Government），是菲律賓共和國的單一制政府，實行總統制、代議民主制及共和制，首都設在馬尼拉，主要政府部門、行政、立法及司法機關皆設在馬尼拉。

## 總統
菲律賓總統為國家元首、政府首腦及武裝部隊統帥，自1987年起為單一任期六年，不能連任。不過，若總統在該單一任期中未有完成任期的一半而辭職，則可以再次參選，如埃斯特拉達。

## 國會
菲律賓國會實行兩院制，設參議院和眾議院。參議院有24席，每三年改選三分之一議席。眾議院有292席，每三年改選約一半議席。